# François René Boullaire
François René Boullaire, né le 7 février 1870 à Corbeil-Essonnes et mort le 19 mai 1935 à Paris, est un général de division, sous chef d’état-major des armées et écrivain français. Il se distingue en tant qu’historien de la Guerre 14-18 et pour avoir, en tant qu’officier de cavalerie, préconisé -parmi d’autres précurseurs- la modernisation et la motorisation des armées, pour aboutir aux Unités de reconnaissance de l’Arme blindée-cavalerie.

## Biographie

### Famille
François René Boullaire est le fils de Pierre Jules Boullaire, docteur en droit et substitut du procureur impérial près le tribunal de première instance de Corbeil et de Catherine Laurens son épouse.

### Carrière
Il fait partie de la promotion du Grand Triomphe no 73 (1888-1890) de l’école spéciale militaire de Saint-Cyr. Nommé sous-lieutenant en 1890, il intègre le 18e régiment de dragons. Il est nommé lieutenant en 1892.Capitaine le 24 avril 1900 et rejoint le 12e régiment de dragons. Après l’école supérieure de guerre 1900-1902 (30e) il passe au 5e régiment de hussards (1905-1906), puis devient officier d’ordonnance du général commandant la 8e division d’infanterie (1906-1911). En 1911, il est professeur adjoint à l’école supérieure de guerre. Puis il est promu au grade de chef d'escadrons en 1913 au 27e régiment de dragons.
Au déclenchement de la Première Guerre mondiale, il rejoint la 2e armée le 2 août 1914. Il sert comme chef d’état-major dans la 4e division d’infanterie (2 novembre 1914). Puis, il est nommé chef d’État-Major du  2e corps de cavalerie (13 janvier 1915). Il est promu aux grades de Lieutenant-colonel en 1915, puis de Colonel le 31 décembre 1916.

### Combats
Source Service historique de la Défense
Les combats de la Première Guerre mondiale auxquels ont participé les unités mentionnées en références sont repris en note annexe.
Après la guerre
Le colonel Boullaire commande le  2e régiment de hussards de 1919-1921. Le 2e régiment de hussards traverse le Luxembourg le 18 décembre, entre en Allemagne dès le 19 décembre pour s’installer dans la région de Simmern jusqu’au 11 mars 1919, puis à Ingelheim am Rhein (entre Bingen et Mayence)  jusqu’en 1920 Il est nommé Brigadier en 1921, sous chef de l’État-Major des armées 1922-1924, puis Divisionnaire 1928, à la tête de la 1re division de cavalerie 1928-1932.

### Décorations et médailles françaises
- Accessit de poésie par plébiscite en la salle polyvalente de Corbeil-Essonnes le 5 juin 1879[10].
- Chevalier de la Légion d'honneur le 11 juillet 1914[11]
- Officier de la Légion d'honneur par arrêt du 26 février 1921[12],[3]
- Commandeur de la Légion d'honneur par décret du 24 décembre 1931[12],[10]

## Publications
- La Cavalerie russe en Mandchourie, par le capitaine breveté Boullaire. Éditeur Berger-Levrault, 1911
- Historique du 2e corps de cavalerie du 1er octobre 1914 au 1er janvier 1919, d’après les archives historiques du ministère de la guerre. Éditeur Charles-Lavauzelle et Cie, 1923, 504 pages[13].
- La division légère automobile, par le général Boullaire, Berger-Levrault : aperçu des conditions dans lesquelles doivent fonctionner les différents organes de sûreté d’une colonne automobile, il estime que le char est un engin nécessaire pour les actes de force, mais qu’il n’est pas un organe de reconnaissance.
- Le 2e corps de cavalerie dans les Flandres du 9 avril au 3 mai 1918, par le colonel R. Boullaire et le commandant J. Brun.
- Le Général de cavalerie, Antoine de Mitry, par le général Boullaire
- L’arrêt de l’offensive allemande sur Vourcq en 1918, par le colonel Boullaire
- Aéroplanes et cavalerie, par le capitaine Boullaire, de l’état-major de la 8e division de cavalerie, édition Berger-Levrault, 1911.
- La division légère automobile, Général Boullaire Berger-Levrault, 1924
- Revues militaires
  - Revue d’artillerie (Nancy, Paris, etc.)-1911
  - Revue de cavalerie (Paris)-1924
  - Revue militaire française publiée avec le concours de l’État-major de l’armée-Librairie Chapelot (Paris) Librairie militaire Berger-Levrault (Paris)-1923
  - Revue militaire générale (Paris, 1907) -Nancy (Paris) Berger-Levrault & Cie (Paris)-1921